# Goathland Plough Stots
Die Goathland Plough Stouts (deutsch: Goathland Pflugochsen) sind eine Long-Sword-Dance-Gruppe aus Goathland in North Yorkshire, England. Die Gruppe bestand ursprünglich seit mindestens 1850. Vermutlich geht sie auf das 18. Jahrhundert zurück, aufgrund eines Archivbrands 1817 lässt sich die Zeit vorher nicht mehr nachweisen. Sie wurde nach knapp vierzig Jahren Pause 1922 wiedergegründet und ist insbesondere für ihren Tanz am Montag nach dem Dreikönigstag bekannt, der durch ganz Goathland führt. Vermutlich ist es die älteste Long-Sword-Dance-Gruppe, die noch ihre traditionellen Tänze aufführt.
Der Tanz geht auf ältere englische Traditionen zurück. Der erste Montag nach dem Dreikönigstag ist in England das rituelle Ende der Weihnachtsfeiertage. An diesem Plough Monday (Pflugmontag) genannten Tag zogen die Landwirte zahlreicher Dörfer mit ihren Pflügen um das Dorf, um zu feiern und sich so auf das kommende Arbeitsjahr vorzubereiten. Ebenso ist der Tag das traditionelle Ende der Long-Sword-Dance-Saison, die ihren Höhepunkt während der Weihnachtstage findet.
In Goathland in den North York Moors erweiterte sich dieser Brauch um den typischen Long Sword Dance aus Yorkshire. Goathland war nur einer von vielen Orten, an denen derartige Tänze stattfanden. Die Tradition drohte jedoch Ende des 19. Jahrhunderts auszusterben. Zeitweise stellte Goathland die letzte aktive Gruppe, die Plough Monday feierte, bis sie um 1880 auch zeitweise aufhörten. Gegen 1900 zerstörten sie ihre Unterlagen und Anweisungen als nutzlos. Allerdings fand der damalige Präsident der English Folk Dance and Song Society Cecil Sharp bei seiner Feldforschung 1913 in Goathland noch genügend langjährige Tänzer, so dass er Tanzfiguren und begleitende Musik detailliert rekonstruieren konnte. Sharps Besuch wiederum weckte genug Interesse im Dorf an der Tradition, dass einige Jahre später der Lehrer Frank Dowson die Long Sword Dance Gruppe wiederbeleben und auf Sharps Materialien zurückgreifen konnte.
Ein Team der Goathland Plough Stouts zieht um das Dorf. Diesem schließen sich zahlreiche Menschen an. Sie bitten an verschiedenen Häusern um Almosen und drohen damit, den Pflug sonst durch den jeweiligen Garten zu ziehen. Beim Tanz selbst ist es wichtig, dass jeweils ein Tänzer die Schwertspitze seines Nachbarn hält, während sich die Tänzer kunstvoll umkreisen und in vielfältigen Figuren durch das Dorf ziehen. Sie werden von einer Fiddle und einem Akkordeon begleitet, zur Gruppe gehören diverse traditionelle Nebenfiguren wie Betty in Lumpen, dem Gentleman, dem Narren begleitet. Höhepunkt eines jeden Tanzes ist das lock, bei dem die Tänzer die Schwerter über einer der mitgehenden Figuren verschränken, den Kreis um die Figur immer enger ziehen und schließlich – kurz bevor sie dem Opfer tatsächliche Wunden zufügen können – die Schwerter mit dramatische Geste und schneller wieder auseinanderziehen. Vor dem Tanz singen sie ein traditionelles Lied:
We're Gooadlan Pleeaf Stots com'd ageaan / All decked wi' ribbons fair / Seea noo we'll do the best we can / An' the best can deea neea mair
Traditionell zogen die Long Sword Dancers an den folgenden Tagen noch durch die Nachbarorte, wobei insbesondere der Besuch in der Kleinstadt Whitby von besonderer Bedeutung war. So schildert der damalige Reverend Young eine Gruppe junger Männer der Goathland Plough Stouts, die 1817 mit ihrem Pflug durch Whitby zieht, ihre Tänze aufführt und abends in die Pubs einzieht. Angesichts des wechselnden Lebensrhythmus allerdings findet die Veranstaltung nicht mehr montags, sondern am Sonnabend nach dem Plough Monday statt. Seit 1970 betreuen sie den Reading Room. Ursprünglich ein Gemeinderaum, in dem gebildete Bürger den ärmeren Zeitungen und persönliche Dokumente vorlasen, beherbergt er heute ein kleines Museum der Goathland Plough Stouts.
Die Tänzer tragen graue Hosen und teilweise rosa oder blaue Tuniken. Die Hosen erinnert an die Kämpfer im Krimkrieg, während die Tuniken die Farben der Whigs und der Tories darstellen.